# Districte de Quetta
El districte de Quetta (paixtu کوټه) és una divisió administrativa del Pakistan al Balutxistan. Fins a l'any 2000 fou part de la divisió de Quetta, que aquest any fou abolida. La població el 2008 s'estimava en 1.140.000 habitants (dels quals uns 750.000 a la capital Quetta). Al cens del 1998 la població del districte era de 759.941 habitants (i la ciutat 560.307); la superfície del districte era de 2.653 km².

## Població
La població està formada per paixtus (75,5%), balutxis (15%), brahuis, hazares i panjabis. les llengües principals són el urdu, el paixtu, el balutxi, el brahui i el persa. El 99% de la població és musulmana.

## Geografia
El districte és en general muntanyós amb nombrosos torrents i rierols. L'altura oscil·la entre 1.250 i 3.500 metres; les muntanyes principals són les Mashlakh, Chiltan, Murdar i Zarghoon. En zona sísmica va patir un greu terratrèmol el 31 de maig de 1935 (la ciutat de Quetta va quedar parcialment destruïda i 60.000 persones van morir) i uns quants més de menors importància el darrer el febrer de 1997 de 7,1 a l'escala de Richter. No hi ha cap riu permanent al districte; els principal és el Quetta Lora que només porta aigua al temps de pluges; un altre de certa importància és el Hanna amb els seus afluents el Sora Khula i Ghundak Rud Nalla.

## Administració
El districte està format per dues subdivisions (Queta ciutat i Queta Sadar), un tehsil (Quetta) i un subtehsil (Punjpai). En forma part la ciutat-districte de Quetta, dues municipalitats (Chiltan i Zarghoon) amb 67 unions councils dependents, i un total de 567 pobles.

## Història
Antigament la ciutat es deia Shal (nom encara popular avui dia) o Shalkot i donava nom a una petita comarca que fou dominada per gaznèvides i gúrides. El 1222 la regió va caure en mans dels mongols quedant a la zona de frontera amb el ulus de Txagatai i formant part del kanat d'Hulagu (1256). El 1281/1282 va passar a mans de Shams al-Din II ibn Rukn al-Din Kart, malik de la dinastia kart o kurt d'Herat, vassall de l'il-kànida Abaqa, fill i successor d'Hulagu. El malik kurt d'Herat, va ser deposat per Tamerlà el 1383 i el seu territori annexionat, menys la regió de Kandahar i Pishin que el gran sobirà va donar en feu al seu net Pir Muhammad assassinat el 1407. Va ser donat altre cop com a feu al timúrida Soyurghatmish ibn Shah Rukh el 1418 i el 1427 al seu fill Sultan Masud Mirza fins al 1440. Després va pertànyer a la línia timúrida d'Herat (1440-1459), i va passar a Abu Said de Transoxiana (1459-1469), i després a Husayn Mirza Baykara del 1469 fins al 1506. El 1479 Baykara va concedir Shal, Mustang i Sibi en feu a Dhu l-Nun Beg Arghun de Kandahar. A la mort d'Arghun el 1506 les tres localitats van passar a la seva descendència, els arghúnides.
El 1504 Baber es va apoderar de Kabul, que pertanyia a Muskin Arghun, fill de Dhu l-Nun; Baber va permetre als Arghuns conservar Kandahar que va esdevenir la seva capital; a Dhu l-Nun el va succeir el 1507 Shah Beg Arghun al que poc després va atacar Baber que li va arrabassar Kandahar i Pishin (1507); Shah Beg va obtenir l'ajut dels shibànides i el seu sobirà Shibani Khan va assetjar a Baber a Kandahar i el va obligar a retirar-se, i Shah Beg va recuperar la regió (vers 1508) que va poder conservar; el 1518 va començar la conquesta del Sind del que ja s'havia apoderat el 1522 quan Baber va entrar per segon cop a Kandahar segons sembla després d'un llarg setge de cinc anys portat amb molta deixadesa i aturat i reprès diversos cops. Shah Beg es va retirar a Sibi, Quetta (Shal) i al Sind on va governar fins a la seva mort el 1524. Segurament fou al segle xv quan hi van emigrar els tareen des de les muntanyes Sulaiman. Baber va conquerir Lahore (1524) i l'Índia (1526) i va fundar l'Imperi Mogol. Husayn Beg ibn Dhi l-Nun Arghun va reconèixer la sobirania dels mogols
A la mort de Baber el 1530 el govern de la província de Kandahar fou donat al seu fill Mirza Kamran, però els safàvides perses també aspiraven al seu domini, i s'havien establert a Herat (1528). Els atacs perses a Kandahar sota el xa Tahmasp I el 1534-1536 foren rebutjats per Kamran. En la reconciliació de 1539 entre l'emperador Humayun i el seu germà Mirza Hindal, a aquest darrer li fou concedit el govern de Kandahar, mentre Kamran va ser ratificat en el govern de Panjab amb seu a Lahore. En el conflicte posterior entre Kamran i Humayun, aquest darrer va haver de fugir cap al Sind i finalment es va dirigir cap a Kandahar (1543), que ara estava governada pel seu germà Mirza Askari, que va aixecar la ciutat en la seva contra, i Humayun fou humiliat i es va haver de retirar cap al Sistan, lliurant-se per ben poc de ser capturat; Humayun va finalitzar la seva fugida a la Pèrsia safàvida, on el xa Tahmasp I li va concedir asil amb honors a Herat (1544); Humayun va donar al xa el seu gran diamant i va signar uns papers assegurant que era xiïta i finalment el xa li cedir un exèrcit de dotze mil homes per recuperar el seu tron. El març de 1545 es va presentar a Kandahar que finalment li fou entregada per Askari el setembre, però quan Humayun va marxar de la ciutat, Askari la va recuperar (octubre de 1545) amb suport dels arghuns del Sind però Humayun la va tornar a ocupar el 1546 o 1547 després de les seves victòries. El domini de Kandahar comportava en general el de Quetta o Shal. Humayun va governar fins al 1555 i el va succeir el seu fill Akbar. El 1558 el xa safàvida Tahmasp I va atacar la regió de Kandahar i la va ocupar. Shal (Quetta) va estar en mans perses del 1566 al 1569. Els mogols van recuperar la regió de Kandahar el 1595 i l'Ain-i-Akbari esmenta que Shal i Pushang (nom antic de Pishin) foren incloses al sarkar de Kandahar, però després del 1620 aquestes zones van passar junt amb Kandahar a la Pèrsia safàvida durant el regnat de l'emperador Jahangir; el 1622 se sap que Pishing estava en mans perses i el govern fou confiat pel xa al cal tribal tareen Sher Khan. Shal també va caure en mans perses i degué ser en aquests temps quan la ciutat va agafar per un temps el nom de Rasulabad. Els mogols van reconquerir Pashang (Pishing) el 1638 (sembla que no pas Quetta) però el 1648/1649 va caure altre cop en mans d'Abbas II de Pèrsia; els safàvides la van conservar més de mig segle, fins al 1709 durant els quals va formar la província de Kandahar que incloïa també els districtes de Mustang, Sibi, Kakari, Pishin i altres al sud, i va tenir com a governador entre d'altres, a diversos prínceps safàvides.
Al final del segle xvii els brahuis de Kalat es van apoderar de Shal o Quetta; segurament Quetta va caure a les seves mans en el regnat de Mir Ahmad (1666-1696). La tribu afganesa dels ghilzays s'havia establert en aquest temps a la rodalia de Kandahar en el territori que havia quedat buit perquè Abbas I el Gran havia traslladat als seus habitants originals de la tribu abdali cap a la rodalia d'Herat. Els ghilzays o ghalzays en general havien donat suport als safàvides contra els mogols però vers el 1707 un cap del clan hotak dels ghalzays, Mir Wais o Mir Ways Hotak va entrar en dissidència i es va revoltar el 1709; el governador safàvida de la província de Kandahar, d'origen georgià (Gorgin Khan que fou el rei Jordi XI de Kartli del 1676 al 1688 del 1691 al 1695 i del 1703 al 1709), fou assassinat (23 d'abril del 1709) i Mir Ways va ocupar el seu lloc; va obtenir el suport de tots els ghilzai (ghilzay) i altres tribus es va declarar independent si bé amb el modest títol de wakil (regent); encara que el novembre de 1709 fou nomenat governador persa de la província Kai Khusrau de Kartli (rei de Kartli 1709-1711) no va poder recuperar la zona i va morir en lluita contra Mir Wais el 27 de setembre de 1711 i el cap ghilzay va consolidar el seu poder. Vers 1725 Mir Abdullah de Kalat i Quetta es va apoderar de Pishin en lluita contra els ghilzais. El 1733 Mir Husayn Ghilzai va atacar als brahuis i va desmantellar la fortalesa de Pishin i després va ocupar Quetta avançant fins a Mastung; els brahuis es van sotmetre; Quetta i Pishin va restar sota autoritat de Kandahar.
Mir Husayn va governar fins al 12 de març de 1738 quan la ciutat de Kandahar fou conquerida després d'un setge per Nadir Shah que va tenir el suport dels abdalis d'Herat. La tribu dels abdali va esdevenir la tribu més poderosa sota Nadir Shah i van ser autoritzats a tornar a Kandahar. Pishin i Quetta foren cedides en feu al kan bruhui de Kalat vers 1740. A la mort de Nadir Shah el 1747, el cap dels abdalis, Ahmad Shah Abdali, era el principal cap militar i va canviar de nom la tribu a durrani (agafant el nom d'Ahmad Shah Durrani) establint el seu domini sobre l'Afganistan. El 1751 Ahmad Shah va donar la regió de Quetta als brahuis de Kalat (no és clar si la regió de Shorarud o Shorod hi fou inclosa aleshores o vers el 1670) per la seva ajuda en la campanya de Pèrsia oriental però sembla que Pishin no en formava part i hauria estat cedida en feu a Pakar Khan Batezai a canvi de serveis militars. El 1769 o 1770 Pishin i Mastung foren cedida pels durranis a Nasir Khan de Kalat pels grans serveis en la campanya contra els perses de 1768-1769, especialment en la batalla decisiva de Mashad quan els afganesos hagueren estat derrotats sense el suport del brahuis de Nasir Khan; es diu que quan li va fer l'entrega li va dir: "Aquesta és la teva Shal" i per això la comarca i població que es deia Rasulabad es va passar a dir Sahl.
A la caiguda de la dinastia sadozai i la partició del regne entre els fill de Paindah Khan Barakzai, Pishin i Quetta van quedar incloses en la província que va anar a parar als sardars barakzais de Kandahar, però el seu domini sobre la regió fou dèbil.
El 1839 Quetta fou ocupada pels britànics durant la primera Guerra Anglo-afganesa i els va servir de base, però fou evacuada el 1842. Llavors els afganesos van ocupar Pishing i Mastang. Sota l'emir de l'Afganistan Pishing formava un districte amb una superfície estimada de 9.300 km² i una població de 60.000 habitants. La zona estava formada per una plana rodejada per tres costats per muntanyes que formaven part de la regió: les de Toba al nord (amb el cim de Kund de 3.400 metres), les de Khwaja Amran a l'oest (2.748 metres) i les de Takatu al sud amb uns 3.400 metres. En canvi Quetta i Shorod estaven en mans del kan de Kelat i també formaven un districte.
Sir Robert Sandeman la va reocupar el 1876 durant els preliminars de la segona Guerra Anglo-afganesa el que va fer incrementar l'interès de l'emir de Kabul per Pishin. El govern afganès era impopular i va oferir poca resistència a l'avanç de les forces britàniques des de Quetta; Pishin fou ocupada el desembre de 1878, i la guerra va acabar el 25 de maig. El 26 de maig de 1879 es va signar el tractat de Gandamak pel qual Pishing i Mastang foren cedides als britànics pels afganesos sent posats sota un subgovernador. Gran Bretanya d'altra banda va administrar la regió de Quetta del 1876 al 1883 en nom del kan de Kalat, kanat del que era un districte limitat al nord, nord-oest i oest pels districtes de Pishin i de Sharod, a l'est per la serralada de Zarghun i al sud pel territori desert del Dasht-i-Bedaulat i pel districte de Mastung (del kanat del Khelat); es tractava d'una vall d'uns 30 km de llarg i 5 d'ample rodejada de muntanyes amb nombrosos pobles i rierols. L'única resistència al domini britànic a Pishin fou la de la tribu achakzai (que vivia a la serra de Khwaja Amran): mentre els britànics durant la guerra estaven assetjats per Ayub Khan a Kandahar els achakzai atacaven a la comarca de Pishin, però derrotat Ayub, foren dispersats, i van quedar sotmesos totalment després del final de la guerra, en una expedició de càstig el setembre de 1880 dirigida pel brigadier general Baker. El coronel Sir Oliver St. John estimava el 1881 la població en unes 60.000 persones exclosos els achakzai que eren un subgrup dels barakzais.
La cessió es va acordar el 1882 contra una renda de 2500 lliures; la transferència formal per part del kan no es va fer fins al març de 1883; l'abril la comarca formada per Quetta i Sharod fou reunida a Pishin i es va crear el districte de Quetta-Pishin i Sir H. S. Barnes fou nomenat com primer agent polític supeditat a l'Agent del Governador General al Balutxistan. Un campament militar s'havia ja establert a la ciutat. La frontera amb Afganistan es va demarcar el 1895-1896. Fou sempre part del Balutxistan tot i ser de majoria paixtu.
La situació no es va modificar amb la partició el 1947. Entre 1955 i 1970 va regir el sistema d'una sola unitat i va formar un districte de la província de Pakistan Occidental, però després va retornar a la província del Balutxistan. Quetta i Pishin van restar com una entitat única fins al 1975 quan es va segregar el districte de Pishin per raons administratives i va ressorgir el districte de Quetta.

## Arqueologia
La resta principal és el Quetta Miri, una massa d'argila endurida amb una base de 183 metres de llarg i 122 d'ample i una altura de 24,4 metres, actualment usat com arsenal.
Altes llocs són Kasiano Dozakh, entre Katir i Kuchlak; Tor Ghund prop de Baleli; i Tor Wasi entre Panjpai i Muhammad Khel.
Alguns elements de cert interès s'han trobat a Kirani, Sariab i Kachi Baig.